# Robert Twardy
Robert Twardy (* 15. September 1880 in Czarnen, Kreis Johannisburg; † 3. Oktober 1955 in Bad Reichenhall) war ein deutscher Geodät und Politiker (SPD).

## Leben
Der Sohn des Gutsbesitzers Gottlob Twardy und der Emilie, geb. Koß, besuchte nach dem Volksschulabschluss eine Privatschule und bis 1900 das Progymnasium in Rastenburg, das er als Oberprimaner verließ. Er war von 1900 bis 1901 Landmessereleve in Johannisburg und studierte von 1901 bis 1904 Landmesskunst und Kulturtechnik an der Landwirtschaftlichen Hochschule Berlin. 1913 legte er die Prüfung zum Eisenbahnlandmesser ab. Twardy arbeitete von 1904 bis 1905 als Landmesser bei der Regierung in Danzig und war von 1905 bis 1906 in gleicher Funktion bei den Eisenbahndirektionen Königsberg und Kattowitz tätig. Von 1906 bis 1908 war er Landmesser beim Magistrat in Myslowitz und von August 1908 bis Dezember 1919 Landmesser bei der Eisenbahndirektion in Kattowitz.
Twardy zählte 1918 zu den Gründern des Eisenbahnbeamtenbundes und war bis 1919 Bezirksvorsitzender und Vorsitzender der Beamtenvereinigung in Kattowitz. Während der Novemberrevolution trat er in die SPD ein und war Mitglied des Arbeiter- und Soldatenrates in Kattowitz. Ab Oktober 1919 studierte er Nationalökonomie an der Berliner Universität. Von Januar 1920 bis Dezember 1921 arbeitete er als Landmesser bei der Reichsbahndirektion Berlin und von Dezember 1921 bis 1928 bei der Reichsbahndirektion Königsberg, zuletzt als Oberamtmann der Reichsbahn.
Twardy kandidierte im Januar 1919 erfolglos bei der Wahl zur Deutschen Nationalversammlung im Wahlkreis 10 (Regierungsbezirk Oppeln). Von 1919 bis 1921 war er Mitglied der Verfassunggebenden Preußischen Landesversammlung. Im Februar 1921 wurde er als Abgeordneter in den Preußischen Landtag gewählt, dem er bis 1922 angehörte.
Nach dem Zweiten Weltkrieg lebte er in Hannover und war bei der Deutschen Bundesbahn tätig, zuletzt als Bundesbahnrat.
Robert Twardy heiratete 1907 die aus Rybnik stammende Braumeistertochter Mathilde Born. Das Ehepaar hatte drei Söhne. 